# 奧斯塔馬倫峰
奧斯塔馬倫峰是南極洲的山峰，位於東部南極洲的毛德皇后地，屬於南龍達訥山脈的一部分，處於比爾德冰川東面，海拔高度2,060米，由挪威的製圖師根據空中照片繪入地圖。
71°44′S 26°42′E / 71.733°S 26.700°E